# Soowahlie Indian Reserve 14
Soowahlie Indian Reserve 14 är ett reservat i Kanada.   Det ligger i provinsen British Columbia, i den södra delen av landet, 3 500 km väster om huvudstaden Ottawa.
I omgivningarna runt Soowahlie Indian Reserve 14 växer i huvudsak blandskog. Runt Soowahlie Indian Reserve 14 är det mycket glesbefolkat, med 7 invånare per kvadratkilometer.